# Sonny Liston
Charles L. „Sonny“ Liston (* um 1930 im St. Francis County; † 30. Dezember 1970 in Las Vegas, Nevada) war ein US-amerikanischer Boxer und zwischen 1962 und 1964 unumstrittener Schwergewichts-Boxweltmeister. Er war im Ring für seine extreme Schlagkraft und Aggressivität gefürchtet. Sein Management und auch er selbst waren nachweislich eng mit dem organisierten Verbrechen verbunden.

## Kindheit und Jugend
Liston war das zwölfte von dreizehn Kindern des kleinen Baumwollfarmers Tobin Liston und seiner Frau Helen. Die Farm befand sich im Johnson Township im St. Francis County in Arkansas. Weder sein genaues Geburtsdatum noch der Geburtsort sind bekannt. Seine Mutter gab 1929, 1930 und 1932 als mögliche Geburtsjahre an, Liston 1928, 1932 und 1933. Auch sein Geburtstag ist nicht ganz klar: Während seine Mutter den 8. bzw. den 18. Januar angab („Ich weiß, dass er im Januar geboren wurde, denn es war kalt im Januar.“), sprach Liston selbst meist vom 8. Mai. Offizielle Aufzeichnungen über Geburten wurden in den Vereinigten Staaten damals noch nicht gemacht. Gegen eine Geburt in den 1920er Jahren spricht allerdings, dass es in den Volkszählungsunterlagen von 1930 keinen Beleg für einen Charles L. Liston gibt. Näheren Aufschluss über sein Geburtsjahr könnte die Veröffentlichung der Volkszählungsunterlagen von 1940 geben. Liston selbst nannte den 8. Mai 1932 als seinen Geburtstag.
Er galt als ein einzelgängerisches, verschlossenes Kind, sein Verhältnis zu seinem Vater war sehr angespannt und von dessen Grausamkeit und Gewalttätigkeit gegenüber den Kindern und der Mutter geprägt. Da er ab seinem achten Lebensjahr arbeiten musste, ging er nur selten zur Schule, so dass er weder Lesen noch Schreiben lernte (auch als Erwachsener sollte sich das nicht mehr ändern). 1945 oder 1946 schickte ihn sein Vater dann zu seinem älteren Halbbruder Ezra Baskin Ward, einem Bluesmusiker (und Mann der Mutter B. B. Kings), bei dem er rund ein Jahr lang blieb.
1946 starb sein Vater und kurz darauf zog die Mutter nach St. Louis, wohin Liston folgte. Dort lernte er Willie Jordan kennen. Mit ihm und einigen Komplizen beging er Ende 1949, Anfang 1950 mehrere Raubüberfälle und Diebstähle, für die er zu fünf Jahren Haft verurteilt wurde. In der Haft bekam er seinen Spitznamen „Sonny“ (der genaue Ursprung ist unklar) und begann mit dem Boxen; bereits dort fiel er durch seine spektakuläre Schlagkraft auf. Da er sich gut führte und mit Muncey Harrison und Frank Mitchell ein Trainer und ein Manager für ihn bereitstanden, die ihm den Weg in eine Boxkarriere ebnen wollten, wurde Liston am 30. Oktober 1952 bedingt aus der Haft entlassen.

## Boxkarriere

### Anfänge
Bereits im März 1953 siegte er im Golden-Gloves-Turnier, einem renommierten nationalen Boxturnier für Amateure. Noch im August des Jahres wurde er Profi und machte mit mehreren kurzrundigen K.-o.-Siegen auf sich aufmerksam.
Auch der Mafioso Frankie Carbo, der das Boxen in den frühen 1950ern beherrschte, bekam dies mit und nahm ihn unter Vertrag. Liston verlor zwar gegen Marty Marshall nach Punkten, schlug ihn später aber zwei Mal überzeugend und konnte eine ganze Reihe von hochklassigen Gegnern schlagen, darunter Zora Folley, Eddie Machen (diesen allerdings nur knapp nach Punkten, da der Ringrichter Liston drei Punkte wegen wiederholten Tiefschlagens abzog), Cleveland Williams (diesen knockte er zweimal aus) und Niño Valdés.
Seine Karriere wurde durch einen abermaligen Gefängnisaufenthalt unterbrochen, nachdem er 1956 einen Polizisten zusammengeschlagen hatte, der einem Taxifahrer, in dessen Wagen Liston mitfuhr, einen Strafzettel verpassen wollte. Nach seiner Entlassung kehrte er bald in den Ring zurück und qualifizierte sich schließlich für einen Kampf um die Weltmeisterschaft.
Das Management von Floyd Patterson weigerte sich lange, ihn um die Krone boxen zu lassen, unter anderem wegen seiner angeblichen Mafiakontakte.
Am 25. September 1962 besiegte Liston schließlich Floyd Patterson in der ersten Runde durch Knockout, zum damaligen Zeitpunkt die schnellste K.-o.-Niederlage, die ein amtierender Weltmeister im Schwergewicht hinnehmen musste.

### Schwergewichtsweltmeister

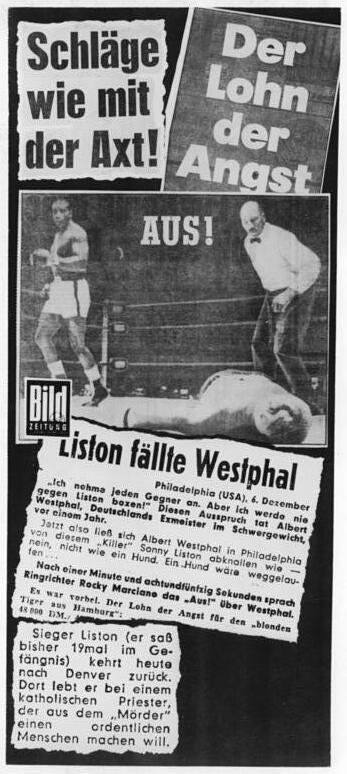
Kommentare aus der Bild-Zeitung nach dem Kampf zwischen Liston und Westphal im Dezember 1961.

Ein Rückkampf mit Floyd Patterson am 22. Juli 1963 brachte dasselbe Ergebnis wie der erste Kampf zwischen den beiden Boxern.
Am 25. Februar 1964 nahm ihm der junge Cassius Clay den Weltmeistertitel wieder ab. In diesem Kampf, dem zahllose Provokationen und Publicity-Nummern Clays vorausgegangen waren, blieb der nur schlecht vorbereitete Liston nach der sechsten Runde in seiner Ecke und gab den Kampf auf, nachdem ihn Clays Schnelligkeit und die Tatsache, dass er ihn trotz dessen aufreizend herabhängender Fäuste kaum treffen konnte, mehr und mehr frustriert hatten.

### Ehemaliger Champion
Auch im Rückkampf ein Jahr später besiegte ihn Clay, der inzwischen zum Islam konvertiert war und sich zu Muhammad Ali umbenannt hatte. Hier wurde Liston in der ersten Runde nach nur 105 Sekunden Kampf vom so genannten „Phantomschlag“ (Phantom Punch) niedergestreckt, einem Treffer mit der Rechten an seine Schläfe, der sehr kurz und schnell geschlagen und weder von Liston noch von großen Teilen des Publikums gesehen worden war. Ali schrie daraufhin den am Boden liegenden Liston mit den Worten „Get up, you bum!“ wutentbrannt an (deutsch: „Steh auf, du Penner!“) und Ringrichter Jersey Joe Walcott zählte ihn zunächst weder an noch aus, da er den wütend vor Liston stehenden und schreienden Ali von Liston wegzudrängen suchte. Der Kampf wurde dann zunächst wieder freigegeben, unmittelbar darauf wieder beendet, als Nat Fleischer, der Gründer des Ring Magazines, Walcott darauf hinwies, dass Liston schon mehr als 10 Sekunden am Boden gewesen sei.
Der nur von wenigen gesehene „Phantom Punch“ gab im Verbund mit Listons scheinbarer Unbesiegbarkeit und seinen dubiosen Kontakten zur Mafia vielfach Anlass für Spekulationen über einen möglichen Betrug. Diese wurden andererseits wegen der offensichtlichen Feindschaft zwischen diesen beiden Boxern bezweifelt; so hatte Liston vor dem ersten Kampf, auf die Provokationen Clays angesprochen, erklärt, dass er die Absicht habe, ihn umzubringen. Auch in seiner Autobiographie wandte sich Ali gegen jede solche Interpretation und erklärte explizit: „Tatsache ist, dass noch niemals ein Kampf weniger abgesprochen war als dieser.“ Film- und Fotoaufnahmen bewiesen zudem im Nachhinein deutlich, dass Liston von Ali tatsächlich schwer getroffen worden war. Deutlich kann man darauf die entspannte Muskulatur von Listons Körper während des Sturzes erkennen, die seine Bewusstlosigkeit zu diesem Zeitpunkt bereits erkennen lässt.
Nach dieser Niederlage bestritt Liston mehrere erfolgreiche Kämpfe, zunächst in Schweden, dann auch wieder in den USA; aufgrund des zweiten Ali-Kampfes bzw. der Manipulationsgerüchte diskreditiert, erhielt er jedoch keine WM-Chance mehr, obwohl er durchaus noch gute Gegner schlug. Seine Karriere war praktisch vorbei, als er 1969 von Leotis Martin in Runde neun k. o. geschlagen wurde. Martin selbst erlitt in diesem Kampf eine schwere Augenverletzung, die seine Karriere beendete.
Am 29. Juni 1970 absolvierte Liston seinen letzten Kampf gegen Chuck Wepner und errang einen Abbruchsieg, da sein Gegner nach neun Runden aufgrund mehrerer Cuts nicht weiter boxen konnte.
Liston hatte eine sehr enge Freundschaft zu seinem Idol und Boxlegende Joe Louis, der ebenfalls in Las Vegas wohnte. Louis und er waren beide drogensüchtig gewesen und mehrmals dabei aufgefallen. Ein halbes Jahr nach seinem letzten Kampf starb er unter mysteriösen und nie geklärten Umständen in seinem Apartment in Las Vegas, vermutlich aber wohl an einer Überdosis Heroin.
Der 1,85 m große Liston wurde in 54 Kämpfen nur viermal geschlagen, darunter zweimal von Clay/Ali.
1991 fand Liston Aufnahme in die International Boxing Hall of Fame.

## Liste der Profikämpfe
| 50 Siege (39 K.-o.-Siege), 4 Niederlagen, 0 Unentschieden |               |                                                  |                                                                                                 |                                                    |
| Jahr                                                      | Tag           | Ort                                              | Gegner                                                                                          | Ergebnis für Liston                                |
| 1953                                                      | 2. September  | St. Louis Arena, St. Louis, USA                  | Don Smith                                                                                       | Sieg / TKO 1. Runde                                |
| 1953                                                      | 17. September | Kiel Auditorium, St. Louis, USA                  | Ponce de Leon                                                                                   | Punktsieg / 4 Runden                               |
| 1953                                                      | 21. November  | Kiel Auditorium, St. Louis, USA                  | Bennie Thomas                                                                                   | Punktsieg (geteilte Entscheidung) / 6 Runden       |
| 1954                                                      | 25. Januar    | Masonic Temple, St. Louis, USA                   | Martin Lee                                                                                      | Sieg / TKO 6. Runde                                |
| 1954                                                      | 31. März      | St. Louis Arena, St. Louis, USA                  | Stanley Howlett                                                                                 | Punktsieg / 6 Runden                               |
| 1954                                                      | 29. Juni      | Motor City Arena, Detroit, USA                   | Johnny Summerlin                                                                                | Punktsieg (einstimmig) / 8 Runden                  |
| 1954                                                      | 10. August    | Motor City Arena, Detroit, USA                   | Johnny Summerlin                                                                                | Punktsieg (geteilte Entscheidung) / 8 Runden       |
| 1954                                                      | 7. September  | Motor City Arena, Detroit, USA                   | Marty Marshall                                                                                  | Punktniederlage (geteilte Entscheidung) / 8 Runden |
| 1955                                                      | 1. März       | Masonic Temple, St. Louis, USA                   | Neal Welch                                                                                      | Punktsieg / 8 Runden                               |
| 1955                                                      | 21. April     | Kiel Auditorium, St. Louis, USA                  | Marty Marshall                                                                                  | Sieg / TKO 6. Runde                                |
| 1955                                                      | 5. Mai        | Duquesne Gardens, Pittsburgh, USA                | Emil Brtko                                                                                      | Sieg / TKO 5. Runde                                |
| 1955                                                      | 25. Mai       | St. Louis Arena, St. Louis, USA                  | Calvin Butler                                                                                   | Sieg / TKO 2. Runde                                |
| 1955                                                      | 13. September | Victory Field, Indianapolis, USA                 | Johnny Gray                                                                                     | Sieg / TKO 6. Runde                                |
| 1955                                                      | 13. Dezember  | Alnad Temple, East St. Louis, USA                | Larry Watson                                                                                    | Sieg / TKO 4. Runde                                |
| 1956                                                      | 6. März       | Duquesne Gardens, Pittsburgh, USA                | Marty Marshall                                                                                  | Punktsieg (einstimmig) / 10 Runden                 |
| 1958                                                      | 29. Januar    | Chicago Stadium, Chicago, USA                    | Billy Hunter                                                                                    | Sieg / TKO 2. Runde                                |
| 1958                                                      | 11. März      | Midwest Gymnasium, Chicago, USA                  | Ben Wise                                                                                        | Sieg / TKO 4. Runde                                |
| 1958                                                      | 3. April      | Kiel Auditorium, St. Louis, USA                  | Bert Whitehurst                                                                                 | Punktsieg / 10 Runden                              |
| 1958                                                      | 14. Mai       | Chicago Stadium, Chicago, USA                    | Julio Mederos                                                                                   | Sieg / Aufgabe 2. Runde                            |
| 1958                                                      | 6. August     | Chicago Stadium, Chicago, USA                    | Wayne Bethea                                                                                    | Sieg / TKO 1. Runde                                |
| 1958                                                      | 7. Oktober    | Auditorium, Miami Beach, USA                     | Frankie Daniels                                                                                 | Sieg / KO 1. Runde                                 |
| 1958                                                      | 24. Oktober   | St. Louis Arena, St. Louis, USA                  | Bert Whitehurst                                                                                 | Punktsieg (einstimmig) / 10 Runden                 |
| 1958                                                      | 18. November  | Auditorium, Miami Beach, USA                     | Ernie Cab                                                                                       | Sieg / Aufgabe 7. Runde                            |
| 1959                                                      | 18. Februar   | Exhibition Hall, Miami Beach, USA                | Mike DeJohn                                                                                     | Sieg / TKO 6. Runde                                |
| 1959                                                      | 15. April     | Auditorium, Miami Beach, USA                     | Cleveland Williams                                                                              | Sieg / TKO 3. Runde                                |
| 1959                                                      | 5. August     | Chicago Stadium, Chicago, USA                    | Niño Valdés                                                                                     | Sieg / KO 3. Runde                                 |
| 1959                                                      | 9. Dezember   | Cleveland Arena, Cleveland, USA                  | Willi Besmanoff                                                                                 | Sieg / Aufgabe 7. Runde                            |
| 1960                                                      | 23. Februar   | Auditorium, Miami Beach, USA                     | Howard King                                                                                     | Sieg / Aufgabe 7. Runde                            |
| 1960                                                      | 21. März      | Sam Houston Coliseum, Houston, USA               | Cleveland Williams                                                                              | Sieg / TKO 2. Runde                                |
| 1960                                                      | 25. April     | Sam Houston Coliseum, Houston, USA               | Roy Harris                                                                                      | Sieg / TKO 1. Runde                                |
| 1960                                                      | 18. Juli      | Coliseum, Denver, USA                            | Zora Folley                                                                                     | Sieg / KO 3. Runde                                 |
| 1960                                                      | 7. September  | Sicks’ Stadium, Seattle, USA                     | Eddie Machen                                                                                    | Punktsieg (einstimmig) / 12 Runden                 |
| 1961                                                      | 8. März       | Auditorium, Miami Beach, USA                     | Howard King                                                                                     | Sieg / TKO 3. Runde                                |
| 1961                                                      | 4. Dezember   | Philadelphia Civic Center, Philadelphia, USA     | Albert Westphal                                                                                 | Sieg / KO 1. Runde                                 |
| 1962                                                      | 25. September | Comiskey Park, Chicago, USA                      | Floyd Patterson WBA-Schwergewicht-Weltmeisterschaft                                             | Sieg / KO 1. Runde                                 |
| 1963                                                      | 22. Juli      | Convention Center, Las Vegas, USA                | Floyd Patterson WBA-Schwergewicht-Titelverteidigung vakante WBC-Schwergewicht-Weltmeisterschaft | Sieg / KO 1. Runde                                 |
| 1964                                                      | 25. Februar   | Convention Center, Miami Beach, USA              | Muhammad Ali WBA/WBC-Schwergewicht-Titelverteidigung                                            | Niederlage / Aufgabe 6. Runde                      |
| 1965                                                      | 25. Mai       | Central Maine Civic Center, Lewiston, USA        | Muhammad Ali WBC-Schwergewicht-Weltmeisterschaft                                                | Niederlage / KO 1. Runde                           |
| 1966                                                      | 1. Juli       | Johanneshov, Stockholm, Schweden                 | Gerhard Zech                                                                                    | Sieg / KO 7. Runde                                 |
| 1966                                                      | 19. August    | Ullevi, Göteborg, Schweden                       | Amos Johnson                                                                                    | Sieg / KO 3. Runde                                 |
| 1967                                                      | 30. März      | Masshallen, Göteborg, Schweden                   | Dave Bailey                                                                                     | Sieg / KO 1. Runde                                 |
| 1967                                                      | 28. April     | Johanneshov, Stockholm, Schweden                 | Elmer Rush                                                                                      | Sieg / TKO 6. Runde                                |
| 1968                                                      | 16. März      | Centennial Coliseum, Reno, USA                   | Bill McMurray                                                                                   | Sieg / TKO 4. Runde                                |
| 1968                                                      | 23. Mai       | Grand Olympic Auditorium, Los Angeles, USA       | Billy Joiner                                                                                    | Sieg / Aufgabe 7. Runde                            |
| 1968                                                      | 6. Juli       | Cow Palace, Daly City, USA                       | Henry Clark                                                                                     | Sieg / TKO 7. Runde                                |
| 1968                                                      | 14. Oktober   | Arizona Veterans Memorial Coliseum, Phoenix, USA | Sonny Moore                                                                                     | Sieg / TKO 3. Runde                                |
| 1968                                                      | 3. November   | Plaza de Toros, Ciudad Juárez, Mexiko            | Willis Earls                                                                                    | Sieg / KO 2. Runde                                 |
| 1968                                                      | 12. November  | Civic Arena, Pittsburgh, USA                     | Roger Rischer                                                                                   | Sieg / KO 3. Runde                                 |
| 1968                                                      | 10. Dezember  | Royal Farms Arena, Baltimore, USA                | Amos Lincoln                                                                                    | Sieg / KO 2. Runde                                 |
| 1969                                                      | 28. März      | Kiel Auditorium, St. Louis, USA                  | Billy Joiner                                                                                    | Punktsieg (einstimmig) / 10 Runden                 |
| 1969                                                      | 19. Mai       | Convention Center, Las Vegas, USA                | George Johnson                                                                                  | Sieg / TKO 7. Runde                                |
| 1969                                                      | 23. September | Sam Houston Coliseum, Houston, USA               | Sonny Moore                                                                                     | Sieg / KO 3. Runde                                 |
| 1969                                                      | 6. Dezember   | Las Vegas Hilton, Las Vegas, USA                 | Leotis Martin NABF-Schwergewicht-Meisterschaft                                                  | Niederlage / KO 9. Runde                           |
| 1970                                                      | 29. Juni      | Jersey City Armory, Jersey City, USA             | Chuck Wepner                                                                                    | Sieg / Aufgabe 9. Runde                            |
| Quelle: Sonny Liston in der BoxRec-Datenbank              |               |                                                  |                                                                                                 |                                                    |

## Rezeption
Liston gilt neben Jack Johnson als einer der beim zeitgenössischen Publikum unbeliebtesten Weltmeister des 20. Jahrhunderts. Beim Betreten der Halle wurde er meist mit Buh-Rufen und Pfiffen empfangen, Kritiker und Zeitungen äußerten sich meist negativ über ihn.
Als schwarzer Boxer in einer rassistischen Kultur machte Liston dem (weißen) Publikum gegenüber keine Konzessionen, die zum Beispiel Joe Louis oder Floyd Patterson erst ihre Erfolge ermöglicht hatten. Im Gegensatz zu seinem Nachfolger Cassius Clay/Muhammad Ali war er allerdings unpolitisch.
Insbesondere seine Kämpfe gegen Patterson erlangten auch große symbolische Bedeutung. Die Begegnung zweier schwarzer Boxer im Ring mit diametral entgegengesetzten Persönlichkeiten und Lebensstilen hatte in den vom „Civil rights movement“ aufgeheizten USA Symbolcharakter.
Für das zu großen Teilen rassistische weiße Amerika war der Kampf einer zwischen dem „guten Nigger“ und dem „bösen Nigger“. Wo Patterson defensiv und unterwürfig erschien, wirkte Liston bedrohlich und bösartig. Aber auch das schwarze Amerika mochte sich mit dem wortkargen, grimmigen, kriminellen und charakterlich zwielichtig scheinenden Liston weitenteils nicht identifizieren, da mit dem bescheidenen, gebildeten und „anständigen“ Floyd Patterson eine zeitgemäßere Identifikationsfigur im Ring stand. James Baldwin zeichnete diesen Konflikt in einem Essay 1963 nach: „Ich fühlte mich schrecklich zerrissen, so wie viele Neger heute, da wir alle versuchen, auf die eine oder andere Weise zu entscheiden, welche Haltung in unserem schrecklichen amerikanischen Dilemma die wirkungsvollere ist: die disziplinierte Freundlichkeit Pattersons oder die freimütige Unerbittlichkeit Listons.“
LeRoi Jones erklärte Liston in einem Essay 1964 symbolhaft zum „großen schwarzen Neger im Flur eines jeden Weißen, der darauf wartete, ihn umzubringen, ihn wegen all der Schmerzen, die die Weißen durch ihr tyrannisches System der Welt zugefügt haben, fertigzumachen“, und postulierte ihn als den „bösen Nigger“. Norman Mailer tadelte Patterson für sein Bemühen um eine „schäbige Rechtschaffenheit“, um im weißen Amerika nicht anzuecken, und sprach im Gegenzug von Liston als „Held für alle, die sich mit dem Schicksal anlegten, solange sie nur ihren Spaß dabei hatten; die Zigarettenraucher, die Säufer, die Junkies, die Hascher, die Fixer, die Zicken, die Schwuchteln, die Klappmesser, die Revolverschwinger“.
Die Beatles veröffentlichten 1967 auf dem Cover ihrer LP Sgt. Pepper’s Lonely Hearts Club Band auf der Vorderseite die Wachsfigur von Liston neben sich selbst und vielen anderen prominenten Persönlichkeiten. Mark Knopfler nahm auf seinem Album Shangri-La einen Song for Sonny Liston auf, in dem er das tragische Leben und Sterben des Boxers beschreibt. Die französische Band 10 Rue d’la Madeleine nannte ihr zweites Album Comme Sonny cogne, was so viel bedeutet wie „Wie Sonny zuschlägt“. Auf dem Cover ist Sonny Liston abgebildet.

## In Filmen
- Im Film Ali wird Liston vom ehemaligen Champion Michael Bentt gespielt.
- Der Spielfilm Phantom Punch erzählt Listons Geschichte. Er wird dort von Ving Rhames gespielt.